# هان جیایو
هان جیایو (متولد ۲۴ دسامبر ۲۰۰۱) یک ورزشکار تیراندازی چینی است. او در مسابقات قهرمانی جهان ۲۰۲۳ در تفنگ بادی ۱۰ متر مدال طلا گرفت. هان در بازی‌های آسیایی ۲۰۲۲ دو طلا و یک نقره کسب کرد.